# Sphaeropauropus cavus
Sphaeropauropus cavus är en mångfotingart som beskrevs av Ulf Scheller 2000. Sphaeropauropus cavus ingår i släktet Sphaeropauropus och familjen Sphaeropauropodidae. Inga underarter finns listade i Catalogue of Life.